# Rejkocephalus
A Rejkocephalus a háromkaréjú ősrákok (Trilobita) osztályának Redlichiida rendjébe, ezen belül a Paradoxididae családjába tartozó nem.

## Rendszerezés
A nembe az alábbi 2 faj tartozik:
- Rejkocephalus knizeki Kordule, 1990
- Rejkocephalus rotundatus (Barrande, 1846) - szinonimák: Hydrocephalus rotundatus, Hydrocephalus lyelli, Paradoxides rotundatus, Rejkocephalus lyelli